# Nonna Bakun-Czubarow
Nonna Bakun-Czubarow (ur. w 1937 w Brześciu, zm. 18 kwietnia 2012) – polska geolog o specjalności geochemia i mineralogia.

## Życiorys
Absolwentka geologii Uniwersytetu Warszawskiego z 1961 r. Tytuł doktora nauk przyrodniczych uzyskała w 1965 za pracę „Geochemiczna charakterystyka eklogitów Nowej Wsi w regionie Śnieżnika Kłodzkiego”.  W 1999 uzyskała stopień doktora habilitowanego nauk o Ziemi w zakresie geologii o specjalności geochemia i mineralogia, stopień profesorski otrzymała w 2007. Od 2005 roku była członkiem Polskiego Towarzystwa Meteorytowego. Pracowała w Instytucie Nauk Geologicznych PAN, była członkiem Rady Naukowej tegoż Instytutu.
Naukowo specjalizowała się w badaniach petrograficznych, geochemicznych i mineralogicznych, zwłaszcza skał pochodzących z płaszcza Ziemi. Prowadziła także badania skał pozaziemskich, w tym meteorytów. Jest autorką około 200 publikacji naukowych.
Pochowana na Cmentarzu Prawosławnym na Woli (kwatera 30-1-16).

## Wybrane publikacje

### Książki
- R. Teisseyre, J. Leliwa-Kopystynski, B. Lang, N. Bakun-Czubarow, 1992: Evolution of the Earth and Other Planetary Bodies. Elsevier. ISBN 978-0-444-99647-3

### Artykuły
- Brueckner H. K., Medaris L. G. Jr, Bakun-Czubarow N., 1991: Nd and Sr age and isotope patterns from Variscan eclogites of the eastern Bohemian Massif. Neues Jahrbuch für Mineralogie, Abhandlungen,163:169-196.
- Bakun-Czubarow N., 1991a: On the possibility of quartz pseudomorphs after coesite in the eclogite-granulite rock series of the Zlote Mountains in the Sudetes (SW Poland). Archiwum Mineralogiczne, 42:5-16.
- Bakun-Czubarow N., 1991b: Geodynamic significance of the Variscan HP eclogite-granulite series of the Zlote Mountains in the Sudetes. Publications of the Institute of Geophysics, Polish Academy of Sciences, 236:215-242.
- Bakun-Czubarow N., 1992: Quartz pseudomorphs after coesite and quartz exsolutions in eclogitic omphacites of the Zlote Mountains in the Sudetes SW Poland. Archiwum Mineralogiczne, 48:3-25.
- Brueckner H. K., Blusztajn J., Bakun-Czubarow N., 1996: Trace element and Sm–Nd ‘age’ zoning in garnets from peridotites of the Caledonian and Variscan Mountains and tectonic implications. Journal of Metamorphic Geology, 14:61-73.
- Kusiak, M.A., Suzuki, K., Dunkley, D.J., Lekki, J., Bakun-Czubarow, N., Paszkowski, M., & Budzyń, B., 2008. EPMA and PIXE dating of monazite in granulites from Stary Gierałtów, NE Bohemian Massif, Poland. Gondwana Research, 14: 675-685.